# Montravel (AOC)
Montravel AOC – nazwa francuskiego wina wytwarzanego w gminach Bonneville-et-Saint-Avit-de-Fumadières, Fougueyrolles, Lamothe-Montravel, Montcaret, Montazeau, Montpeyroux, Nastringues, Port-Sainte-Foy-et-Ponchapt, Saint-Antoine-de-Breuilh Saint-Michel-de-Montaigne, Saint-Seurin-de-Prats, Saint-Vivien, Saint-Méard-de-Gurçon i Vélines. Wina białe objęte utworzoną w 1937 r. apelacją muszą zawierać przynajmniej 25% sémillon oraz min. 25% udział szczepów sauvignon blanc i sauvignon gris, w 2001 r. apelacja została rozszerzona o wina czerwone, które muszą zawierać nie mniej niż 50% szczepu merlot.
Wino czerwone musi dojrzewać przez co najmniej półtora roku.